# Barrage de Sogamoso
Le barrage de Sogamoso est un barrage en enrochement à face en béton sur la rivière Sogamoso, dans le nord de la Colombie. L'ouvrage d'art est situé à 30 km à l'ouest de Bucaramanga dans le département de Santander et à 285 km au nord de Bogota.
L'objectif principal du barrage est la production d'énergie hydroélectrique et sa centrale électrique a une capacité installée de 820 MW qui a augmenté la capacité de production de la Colombie de 10 %. La construction du barrage a commencé en février 2009 et son premier turbo-alternateur Francis de 273 MW a été mis en service le 1er décembre 2014. Les deux autres générateurs sont opérationnels depuis le 20 décembre 2014,,. Le barrage et la centrale électrique de 1,74 milliard de dollars américains appartiennent à ISAGEN. INGETEC a conçu le barrage dans les années 1990 et Impreglio a remporté le contrat de construction.

## Dimensions
Le barrage mesure 190 m de haut et retient un réservoir de 4 800 millions de mètres cubes. La centrale électrique abrite quatre turbine-alternateurs Francis de 273 mégawatts (366 000 ch). Son déversoir est situé sur sa rive gauche et est contrôlé par quatre vannes radiales. Il a un débit maximum de 17 100 mètres cubes par seconde (600 000 pi cu/s).
Une aire protégée de 100 mètres a été établie autour du réservoir,,,.

## Controverses
Le barrage a fait l'objet de protestations parmi les habitants car il a déplacé 160 familles et a eu un impact négatif sur les moyens de subsistance des mineurs dans la zone du réservoir et des pêcheurs en aval. La relocalisation des résidents, la construction de nouveaux ponts et routes coûteront 202 millions de dollars.